# فلوربيلا إسبانكا
فلوربيلا إسبانكا (باللغة البرتغالية: [floɾˈbɛlɐ (ɨ) ʃˈpɐ̃kɐ] ؛ ولدت فلور بيلا دالما دا كونسيساو في 8 ديسمبر 1894 - وتوفيت في 8 ديسمبر 1930. كانت شاعرة برتغالية. وهي معروفة بشعرها العاطفي والنسوي. قال فرناندو بيسوا لاحقًا إنها «روحه التوأم».

## بداية حياتها
ولدت فلور بيلا دالما دا كونسيساو في 8 ديسمبر 1894 في فيلا فيكوسا بالبرتغال، وكانت إسبانكا ابنة أنطونيا دا كونسيساو لوبو التي عملت كخادمة لوالد إسبانكا، جواو ماريا إسبانكا، وهو مصور ورجل أعمال.وافقت زوجة والدها، ماريانا دو كارمو إنجليسا إسبانكا، التي لم تكن قادرة على إنجاب أطفالها، على أن تعيش إسبانكا في منزلهم، حيث نشأت منذ ولادتها من قبل زوجة والدها وأمها البيولوجية، التي كانت تبلغ من العمر 15 عامًا عندما ولد إسبانكا. منذ أن لم يكن والديها متزوجين، عندما تم تعميد إسبانكا في 20 يونيو 1895، تم تعميدها على أنها فلور بيلا لوبو، ابنة أنطونيا لوبو وأب مجهول. ادعى والدها، الذي أشارت إليه إسبانكا في قصيدة باسم «أبي روحي العزيز»، الأبوة رسميًا في عام 1949، بعد 19 عامًا من وفاة إسبانكا.
وُلد أبيلس إسبانجا، شقيق إسبانكا الشقيق، عام 1897 وتم تعميده أيضًا كطفل لأب مجهول. في عام 1903، كتبت إسبانكا أول قصيدة معروفة لها، (الحياة والموت)، عندما كانت في الثامنة من عمرها. في عام 1908، توفيت والدتها عن عمر يناهز 29 عامًا مع تسجيل «العصاب» كسبب رسمي للوفاة. بعد أشهر قليلة من وفاة والدتها، أصبحت إسبانكا واحدة من أوائل الطالبات اللاتي التحقن بمدرسة Liceu André de Gouveia، وهي مدرسة تقليدية للذكور في إيفورا، البرتغال. 

## الحياة اللاحقة والوظيفة

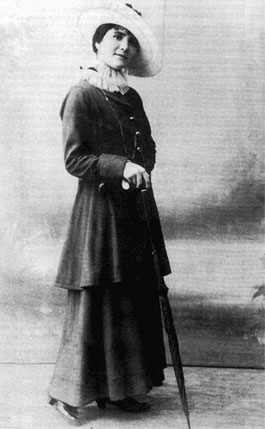
فلوربيلا اسبانكا

في عام 1913، فشلت إسبانكا في الامتحان النهائي وتركت المدرسة، وفي عيد ميلادها التاسع عشر، تزوجت ألبرتو موتينيو، وهو صديق وزميل قديم. انتقل إسبانكا وموتينيو إلى ريدوندو، البرتغال، حيث عمل كلاهما كمدرسين. قام إسبانكا بتدريس الفرنسية والإنجليزية والجغرافيا والتاريخ وقام موتينيو بتدريس العلوم. في عام 1915، بسبب الصعوبات المالية، انتقلوا للعيش مع والد إسبانكا في إيفورا واستمروا في التدريس. من عام 1915 إلى عام 1917، جمعت كل قصائدها في عمل بعنوان (كتابه) كرسته لأخيها.
في عام 1916، أعاد إسبانكا التسجيل في المدرسة الثانوية في ليسيو دي إيفورا. بعد تخرجها في عام 1917، انتقلت هي وموتينيو إلى لشبونة حتى تتمكن إسبانكا من الالتحاق بجامعة لشبونة، حيث كانت واحدة من سبع نساء، من إجمالي 313 طالبًا، مسجلين في كلية الحقوق. بعد ستة أشهر، تعرضت إسبانكا للإجهاض وأخذت استراحة مؤقتة من الجامعة من أجل التعافي في المنطقة الجنوبية من الغارف، بعيدًا عن العاصمة لشبونة. تعرضت لإجهاض آخر في عام 1919 وفي نفس الوقت تقريبًا، بدأت إسبانكا تظهر أولى الأعراض الخطيرة للمرض العقلي. في وقت لاحق من نفس العام، تم نشر (كتاب الأحزان) في عام 1921 تطلق إسبانكا وموتينيو، مما عرّضها لتحيز اجتماعي كبير. 
تزوجت في عام 1922 من أنطونيو غيماريش. تعرضت إسبانكا للإجهاض مرة أخرى في عام 1923 وتقدم غيماريش بطلب للطلاق بعد بضعة أشهر. نُشر ليفرو دي سرور سواداد (كتاب الأخت سعودديد) في نفس العام. في عام 1925 تزوجت للمرة الثالثة من ماريو لاجي، وهو طبيب عالجها لفترة طويلة. في السوناتة،(الحب)، التي نُشرت في كتابها الأخير، أعربت إسبانكا عن "رغبة ملحة في إشباع حاجتها إلى الحب بحرية كامرأة وعدم قدرتها على توجيه ذلك". الحب في نمط الزواج الأحادي المقبول اجتماعيًا والحصري "، والذي كان، وفقًا لتوماس براغا، بمثابة بيان ثوري لسوناتات الحب البرتغالية. 
توفي شقيق إسبانكا في حادث طائرة (يعتقد البعض أنه انتحر بسبب وفاة خطيبته)، مما أثر عليها بشدة. ألهمت وفاته كتابة. بعد تشخيص إصابتها بالوذمة الرئوية، بدأت إسبانكا في الاحتفاظ بمذكراتها وحاولت مرتين الانتحار قبل وقت قصير من الانتهاء من تشارنيكا إم فلور.

## وفاتها ومانشر بعدها
توفيت إسبانكا بالانتحار في 8 ديسمبر 1930، عيد ميلادها السادس والثلاثين، من جرعة زائدة من الباربيتورات. تم نشر Charneca em Flor بعد شهر في يناير 1931. في عام 1931، تم نشر ريليكويار، وهو عنوان قدمه الأستاذ الإيطالي جويدو باتيلي، مع القصائد التي كتبتها على نسخة أخرى من تشارنيكا إم فلور.